# ليندسي جيرمان
ليندسي جيرمان (بالإنجليزية: Lindsey German)‏ هي صحفية بريطانية، ولدت في 1951.